# Jan Kryštof Löffler
Jan Kryštof Löffler byl císařský konvář, zvonař a puškař.
Jeho syn Kryštof byl také zvonař. V roce 1590 byl Jan Kryštof přijat k dvorské službě. Jeho zvony jsou např. v kostele sv. Jiljí v Praze nebo v kostele sv. Havla v Chotýšanech (zvon z r. 1593), kam byl v roce 1962 převezen z Prahy. V roce 1603 předal pražskou dílnu Martinu Hilgerovi ml. ze zvonařské rodiny Hilgerů.   